# Aeródromo Puyuhuapi
El Aeródromo Puyuhuapi (OACI: SCPH) es un terminal aéreo ubicado en la localidad de Puyuhaupi, Provincia de Aysén, Región de Aysén, Chile. Este aeródromo es de carácter público.